# ATVニュースロータリー
『ATVニュースロータリー』（エーティーブイ ニュースロータリー）は、1977年4月4日から2010年3月26日まで青森テレビで平日の午後に放送されていたローカルニュース番組である。
2010年4月の改編で夕方のニュース番組の開始時刻が早まるなどの影響を受け、本番組は33年間の歴史に幕を閉じた。

## 放送時間
- 月曜 - 木曜 15:45 - 15:50、金曜 15:50 - 15:55（この番組の前に放送される『ドラマストリート』の作品や特別番組によっては、放送時間が前後したり休止になったりする場合があった）
- 2009年3月27日までは15:50 - 15:55（金曜のみ変更無し）で、かつてはTBSのワイドショー『3時にあいましょう』や『スーパーワイド』をネットしていた頃には15:55 - 16:00、そして同じくTBSの『ジャスト』をネットしていた頃には14:50 - 14:55の放送だった。